# Ambystoma maculatum
La salamandra maculata (Ambystoma maculatum (Shaw, 1802)) è un anfibio della famiglia Ambystomatidae, endemico del Nord America.

## Descrizione
La loro lunghezza media è di 18 cm, ma alcuni esemplari arrivano fino ai 23 cm; solitamente la loro pelle è di colore nero a macchie gialle o arancioni, perché, come altre specie di salamandre, rilascia una sostanza velenosa dalla sua pelle.

## Biologia
Sono animali notturni.

### Riproduzione

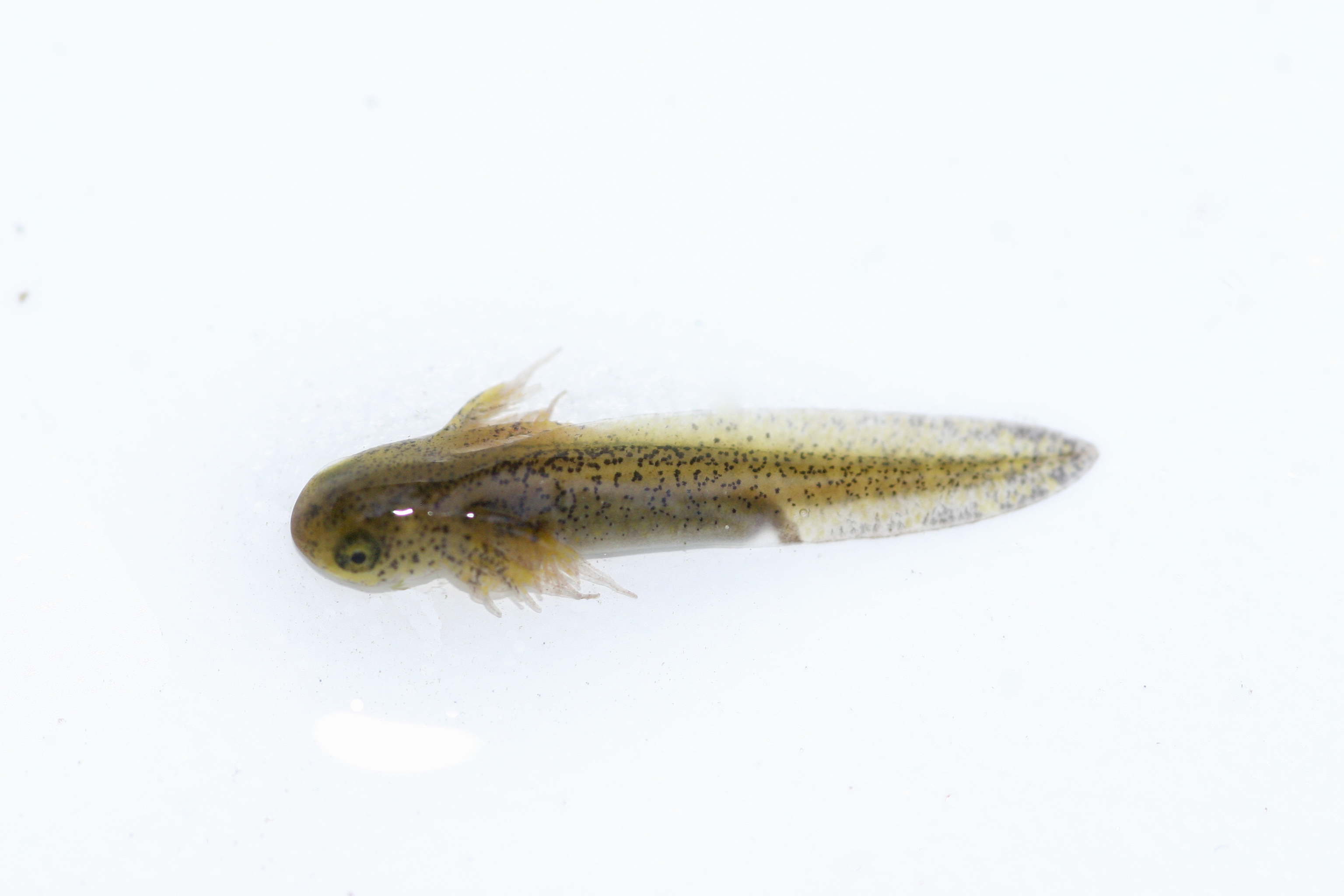
Larva

Gli esemplari che hanno raggiunto la maturità sessuale (2 o 3 anni nel caso vivano in zone calde, 5 o 6 anni se si trovano in ambienti freddi) migrano verso un acquitrino; i maschi devono arrivare prima delle femmine, così da avere più probabilità di fertilizzare le loro uova, i maschi rilasciano spermatofore (di solito 80 per salamandra) nell'acqua, le femmine le raccolgono dentro il loro corpo, successivamente nascono le uova, che contengono al loro interno l'alga monocellulare Oophila amblystomatis; dopo 4-7 mesi nascono i girini, lunghi circa 12 mm, che dopo soli 2-4 mesi compiono la metamorfosi; i giovani sono lunghi dai 27 ai 60 mm; la loro vita media si aggira tra i 20 e i 30 anni.

## Distribuzione e habitat
La specie è diffusa nel versante orientale del Canada (Nuovo Brunswick, Nuova Scozia, Ontario, Québec) e degli Stati Uniti (Alabama, Arkansas, Connecticut, Georgia, Illinois, Indiana, Kentucky, Louisiana, Maine, Maryland, Massachusetts, Michigan, Mississippi, Missouri, New Hampshire, New York, Carolina del Nord, Ohio, Oklahoma, Pennsylvania, Rhode Island, Carolina del Sud, Tennessee, Texas, Vermont, Virginia, Virginia Occidentale, Wisconsin).
Il suo habitat naturale sono le foreste di conifere di montagna, le foreste decidue e le golene.